# Пальче (зупинний пункт)
Па́льче — пасажирський залізничний зупинний пункт Рівненської дирекції Львівської залізниці.
Розташований біля села Пальче Ківерцівського району Волинської області на лінії Здолбунів — Ковель між станціями Ківерці (14 км) та Олика (7 км).
Станом на березень 2019 року щодня п'ять пар електропоїздів прямують за напрямком Ковель-Пасажирський/Луцьк — Здолбунів.